# オウル州
オウル州 (オウルしゅう、フィンランド語: Oulun lääni、スウェーデン語: Uleåborgs län) は、かつて存在していたフィンランドの州のひとつ。フィンランド中部に位置し、ボスニア湾に面し、ラッピ州、西スオミ州、東スオミ州に隣接する。またロシアとも国境を接する。州都はオウル。スウェーデン統治時代はウレオボルイ県と呼ばれた。
スウェーデン統治下の1775年に、エステルボッテン県 (フィンランド語ではポフヤンマー州)が、ヴァーサ県 (フィンランド語ではヴァーサ州)とウレオボルイ県に分割されて成立した。
その後、フィンランドの国土が北に広がると、その北部地域もオウル州に編入されていった。1922年にはペツァモ州を吸収合併し、フィンランド史上面積最大の州となる。1936年に北部がラッピ州として分離した。
2010年1月1日、他の州と同じく廃止された。

## 地理
概ね平坦な地形であり、高山はない。州の南部にはオウル湖があり、オウル川が流出している。

## 地域
オウル州は以下の2つの県(maakunnat)に分けられる。
- 北ポフヤンマー県 (Pohjois-Pohjanmaan maakunta)
- カイヌー県 (Kainuun maakunta)